# 小原忍
小原 忍（おばら しのぶ、旧姓：田中、1958年〈昭和33年〉3月16日 - ）は、日本の実業家、岩手めんこいテレビ元常勤監査役、岩手銀行取締役監査等委員（社外）。元アナウンサー。

## 経歴
社内
- 1980年 北海道放送にアナウンサーとして入社[1]（同期に船越ゆかり、滝沢朝子、若山昌子、大久保真弓、内藤克）。『テレポート6』等を担当。
- 1990年12月 新規設立の岩手めんこいテレビへ移籍（同期に落合昭彦、野崎一裕）。翌年4月の開局以降、『mitスーパータイム』等を担当。
- 2004年6月 同局取締役総務局長
- 2006年6月 同局常務取締役
- 2009年6月 同局専務取締役
- 2015年6月 同局取締役副社長
- 2020年6月 同局常勤監査役
- 2024年5月 退任

社外
- 2005年6月 株式会社マシェリ代表取締役社長。
- 2012年6月22日 岩手銀行監査役[5]。
- 2018年7月 岩手銀行取締役監査等委員（社外）。

## 出演番組
北海道放送
- テレポート6[1]
- テレビ母親教室[1]
- ほくでんファミリーコンサート[1]